# غاري كوكي
غاري كوكي (بالإنجليزية: Gary Cooke)‏ هو لاعب كرة قدم أسترالية أسترالي، ولد في 10 نوفمبر 1958.

## وصلات خارجية
- غاري كوكي على موقع AustralianFootball.com (الإنجليزية)
- غاري كوكي على موقع AFLtables.com (الإنجليزية)